# Bicinium
Ein Bicinium (Plural Bicinien) ist eine meist vokale Komposition für zwei Stimmen, aus dem sich das Duo und das Duett entwickelten. Heute wird der Begriff auch mehr für die gesamte Musik der Renaissance und des Barock verwendet, die für zwei Singstimmen oder Instrumente gesetzt ist.
Während in der modernen Musik unbegleitete Duette selten sind, verwendet die ältere A-cappella-Komposition die Bicinien recht häufig, insbesondere in Deutschland, den Niederlanden und in Italien, wo man rasch den pädagogischen Wert der Bicinien erkannte.
Der Begriff Bicinium taucht erstmals in einem Aufsatz von Jan z Lublina 1540 auf. Bicinien wurden als Unterrichtsmittel für die Musik und für die Psalmen genutzt, wobei meist zwei Studenten aufführten, seltener Student und Lehrer. Dies beschreibt Martin Luther, und so sind auch viele Bicinien Bestandteil der protestantischen Kirchenlieder.
Ein Meister dieser Musikrichtung war Orlando di Lasso. Einen Sammelband mit leicht spielbaren Bicinien für zwei Instrumente (Violinen, Flöten) veröffentlichte Erich Doflein.